# Ејдак (Аљаска)
Ејдак (енгл. Adak) град је у америчкој савезној држави Аљаска.

## Демографија
По попису из 2010. године број становника је 326, што је 10 (3,2%) становника више него 2000. године.
| Група             | 2000.       | 2010.       |
| Белци             | 144 (45,6%) | 59 (18,1%)  |
| Афроамериканци    | 4 (1,3%)    | 13 (4,0%)   |
| Азијати           | 31 (9,8%)   | 171 (52,5%) |
| Хиспаноамериканци | 16 (5,1%)   | 29 (8,9%)   |
| Укупно            | 316         | 326         |